# 兹比格涅夫·布热津斯基
兹比格涅夫·卡齐米日·布热津斯基（波蘭語：  [ˈzbʲiɡɲɛf kaˈʑimʲɛʂ bʐɛˈʑiɲskʲi] 波蘭語發音ⓘ，1928年3月28日—2017年5月26日）生于波兰华沙，美国波兰裔国际关系学者、地缘政治学家、外交活动家。他於1966年至1968年擔任林登·詹森總統的顧問，並於1977年至1981年任卡特總統的国家安全顾问。布熱津斯基屬於國際關係的現實主義流派，秉承了麥金德和斯皮克曼的地緣政治傳統。布熱津斯基是三邊委員會的主要組織者。
布熱津斯基任職期間的重大外交事件包括簽署第二份戰略武器限制談判（SALT II）協定以及戴维营协议；美國鼓勵東歐的持不同政見者捍衛人權；伊朗方面與美國友好的巴勒維被既不親美也不親蘇的何梅尼推翻；武裝阿富汗人應對蘇聯入侵阿富汗；以及《托里霍斯-卡特條約》的簽署，在1999年後放棄了美國對巴拿馬運河的控制。
布熱津斯基曾在約翰·霍普金斯大學國際研究學院擔任美國外交政策的羅伯特·奧斯丁教授。他的長子伊恩是外交專家，兒子馬克從2011年至2015年擔任美國駐瑞典大使。

## 生涯

### 早年
布熱津斯基1928年出生於波蘭華沙，其父塔德烏什是波蘭外交官，於1938年被波蘭外交部任命為駐蒙特利爾總領事，故其10歲時即隨父母移居加拿大，未料波蘭不久後隨即亡國：1939年，納粹德國和蘇聯達成了《莫洛托夫—里宾特洛甫条约》，兩國隨即入侵並瓜分波蘭，成為二戰導火線；即使二戰結束後，1945雅爾塔會議中盟國仍將波蘭分配給蘇聯勢力範圍，布熱津斯基亦因此流亡他鄉，直至1991年蘇聯解體後才得以重返故國。二戰對布熱津斯基產生了深遠的影響。布熱津斯基在一次採訪中說：「針對波蘭的暴力行為確實影響了我對世界的看法，使我對很多世界政治事實更加敏感。」

### 學術界
1949年畢業於加拿大麥吉爾大學經濟和政治系，1950年獲碩士學位。1953年獲哈佛大學哲學博士學位。1953年從加拿大移居美國。1953至1960年在該校俄國問題研究中心和國際問題中心任研究員、講師、助理教授。1958年加入美國籍。1960至1962年任哥倫比亞大學副教授。在1960年美國總統大選期間，布熱津斯基是約翰·甘迺迪競選活動的顧問，敦促對東歐政府採取非對抗性政策。布熱津斯基認為蘇聯已進入經濟和政治停滯時期，因此他預言蘇聯將回到原來的邊界而分解（擴展其碩士論文）。
布熱津斯基繼續爭取並支持在未來幾年中的緩和政策，發表了《東歐和平參與》，並且他繼續支持古巴導彈危機後的非對抗性政策，理由是這些政策可能消除東歐國家對德國局面的擔心，安撫西歐人擔心與雅爾塔會議類似的超級大國妥協。 布熱津斯基在1962年的一本書中曾不認為蘇中結盟會分裂，稱他們的結盟是「不分裂，也不太可能分裂」。
1964年，布熱津斯基支持林登·詹森的總統競選活動以及偉大社會和1964年民權法案。他認為蘇聯領導人在赫魯曉夫罷免後被清除了任何創造力。布熱津斯基通過Jan Nowak-Jezioranski會見了未來的波蘭團結工會活動家亞當·米奇尼克。捷克斯洛伐克事件加強了布熱津斯基對蘇聯政權的侵略立場的批評。
布熱津斯基贊成與東歐政府的接觸，同時懷疑戴高樂從大西洋到烏拉爾的歐洲構想。他支持與越共作戰。1966年，布熱津斯基被任命為美國國務院政策規劃委員會委員（詹森總統於1966年10月7日發表的“橋樑建設”演說是布熱津斯基影響力的產物）。後來，他成為副總統休伯特·漢弗萊的外交政策顧問。
布熱津斯基呼籲召開泛歐會議，這一想法最終在1973年的歐洲安全與合作會議上取得成果。同時，他成為尼克森的緩和以及喬治·麥戈文和平主義的批評者。
在1968年美國總統競選活動中，布熱津斯基擔任漢弗萊外交工作組主席。1962至1977年任教授，並任該校國際研究所所長。1960至1977年是俄國問題研究學院成員。1962年以來是國務院顧問和蘭德公司顧問。

### 三邊委員會
布熱津斯基在1970年發表的《兩個時代之間：美國在資訊科技時代的作用》一書中指出，發達國家之間必須採取協調一致的政策，以應對因經濟不平等加劇而引起的全球不穩定。以此論文為基礎，布熱津斯基與大衛·洛克菲勒共同創立了三邊委員會，從1973-1976年擔任主任。三邊委員會由主要來自美國，西歐和日本的著名政治和商業領袖及學者組成。其目的是加強資本主義世界三個工業最先進地區之間的關係。1974年，布熱津斯基選擇喬治亞州州長吉米·卡特作為成員。

## 美國國家顧問

### 主要政策
布熱津斯基認為，美國的援助“對於加速沖突的結束非常重要”。

#### 結束緩和
卡特任職初期簽署的第18號總統指令標誌著對緩和政策的價值進行了根本性的重新評估，並使美國走上了悄悄結束緩和戰略的道路。

#### 核戰略
第59號總統指令極大地改變了美國針對蘇聯的核武器目標。該指令在國防部長哈羅德·布朗的協助下實施，正式將美國置於新戰略之列。

## 政策
在1970年代和1980年代，布熱津斯基在政治參與的高峰期參加了三邊委員會的成立，以更緊密地鞏固美日歐關係。同時策畫了以人權論述對蘇聯發動攻擊的意識形態戰爭，吉米卡特總統的《埃及－以色列和平條約》也是由他主導完成。之後轉而支持波蘭和阿富汗對蘇聯的戰爭，並煽動了蘇聯內部一些分裂獨立的思想，同時拉攏了鄧小平希望經濟改革的思想，成為對抗蘇聯的隱形戰線，90年代後著重於烏克蘭更加獨立對抗俄羅斯的策略，以及北約擴張計畫同時在經濟上創立巴庫-第比利斯-傑伊漢管線的輸油管讓北約前緣國家多了一些經濟共同利益的串聯。
總體而言布熱津斯基是現實主義的代表風格人物，其確立為了打倒主要敵人其餘一切人物都可以聯手的利益導向思維，不論對方政權是什麼宗教、領導體制、戰爭手段的信奉者都可以成為聯手對象。

## 觀點
- 布热津斯基认为中美关系是稳定且积极的，对美国来说中美关系是今后美国最重要的三、四对双边关系之一，也同样是中国最重要的三对关系之一，因而二者應該建立兩國集團共同面對現實。
- 认为美国目前的战略重心仍在欧洲，并未移向亚太。
- 认为中国的繁荣、民主与两岸统一之间有着微妙的联系。
- 蘇聯解體後的1993年布热津斯基在著作《大失控与大混乱》（又譯：《失控-解讀新世紀亂象》）中預言了21世紀中國崛起，并預言中國將成功採用非西方的道路崛起從而帶給西方模式很大殺傷力，同時自動的、被動的成為一大群國家的領袖，這些國家都將中國看成楷模與自己的未來，最終中國將站在多選題面前選擇如何塑造世界，然而不論如何選擇都意味著它具有主動權地位。[7]

## 主要著作
- 《两个时代之间－美国在电子技术时代的任务》（Between Two Ages Americans roles on the technetronic era） The Viking Press 1970
- 《布热津斯基言论选集》1979上海译文出版社
- 《实力与原则 布热津斯基回忆录》，中文版1985世界知识出版社
- 《运筹帷幄》，中文版1989译林出版社
- 《大失败 20世纪共产主义的兴亡》1989，中文版1989军事科学出版社出版
- 《大失控与大混乱》，中文版1994中国社会科学出版社
  - 《失控 : 解讀新世紀亂象》 天下文化 出版
- 《大棋局:美国的首要地位及其地缘战略》1997，中文版1998上海世纪出版集团
  - 《大國政治——全球戰略大思考》，台北，立緒文化出版[8][9]
- 《大博弈——全球政治觉醒对美国的挑战》2008，中文版2009新华出版社
  - 《美國的抉擇——是王道還是霸道》，台北，左岸文化出版
- 《第二次机遇:三位总统与超级大国美国的危机》，中文版2008上海人民出版社
- 《战略远见:美国与全球权力危机》，中文版2012新华出版社

## 家庭
布热津斯基家族祖上来自别列扎内（位于今乌克兰境内），布热津斯基一名即和“别列扎内”有关。父亲是波兰外交官塔德乌什·布热津斯基，
妻子是埃米莉·贝奈斯·布热津斯基，儿子是伊恩·布热津斯基和马克·布热津斯基，女儿是米卡·布熱津斯基。侄子是马修·布熱津斯基。